# Dragon Yaoundé
El Dragon Club de Yaoundé es un equipo de fútbol de Camerún que juega en la Primera División de Camerún, la liga de fútbol más importante del país.

## Historia
Fue fundado en el año 1928 en la capital Yaundé y su máximo logro ha sido ganar la Copa de Camerún en el año 1982 tras vencer en la final al Dihep Nkam en penales.
A nivel internacional han participado en un torneo continental, en la Recopa Africana 1983 donde fueron eliminados en la primera ronda por el OC Agaza de Togo.
En la temporada 2014 lograron el título de la Segunda División de Camerún para retornar a la máxima categoría tras 28 años de ausencia.

## Palmarés
- Segunda División de Camerún: 1

2014
- Copa de Camerún: 1

1982

## Participación en competiciones de la CAF
| Temporada | Torneo          | Ronda | Club     | Casa | Visita | Global |
| --------- | --------------- | ----- | -------- | ---- | ------ | ------ |
| 1983      | Recopa Africana | 1     | OC Agaza | 1-4  | 0-3    | 1-7    |

## Jugadores

### Jugadores destacados
- Louis Ngwat-Mahop